# Dirk II van Valkenburg
Dirk II van Valkenburg (1221 - Keulen, 15 oktober 1268) was een 13e-eeuws ridder uit het adellijke Huis Valkenburg-Heinsberg. Hij was onder andere heer van Valkenburg en Monschau.

## Biografische schets
Hoewel Dirk II te boek staat als heer van Valkenburg, moet worden opgemerkt dat tussen 1226 en 1236 zijn moeder Beatrix van Kyrberg-Daun niet zomaar als voogdes, maar als vrouwe van Valkenburg optrad.
Dirk was arbiter tussen Hendrik van Gelder, de gekozen bisschop van Luik, en hertog Hendrik II van Brabant. Hij steunde de Keulse bevolking tegen aartsbisschop Koenraad van Hochstaden. Familie van aartsbisschop Koenraad had in 1257 Herman de Rode uit het geslacht Kleingedank gevangengenomen. Het geslacht Kleingedank zocht hierop vergelding bij de aartsbisschop. Deze ontvluchtte de stad, maar viel vervolgens met zijn leger de stad aan. Dirk leidde de Keulse burgerij tegen de aartsbisschop. Bij Frechen troffen de twee legers elkaar en met zware verliezen moest de aartsbisschop zich terugtrekken.
Op 9 oktober 1261 werd Dirks broer Engelbert gekozen tot aartsbisschop van Keulen. De verhoudingen tussen aartsbisschop en Keulse burgerij zouden onder aartsbisschop Engelbert net zo vijandig zijn als onder zijn voorganger. Dirk koos nu partij voor zijn broer. Na Engelberts nederlaag bij de Slag bij Zülpich werd hij drie jaar gevangen gehouden in het kasteel van Nideggen door Willem van Gulik. Onder leiding van Rooms-koning Richard van Cornwall, viel Dirk in 1268 Keulen aan, gesteund door Walram IV van Limburg, Dirk II van Heinsberg en Diederik VII van Kleef. De stad werd belegerd maar wist alle bestormingen af te slaan. Toen Dirk met een groep ridders via een onder de stadsmuur door gegraven tunnel de stad probeerde in te dringen werd hij tijdig opgemerkt, en werd hij in de erop volgende gevechten gedood.

## Huwelijk en kinderen
Dirk was verloofd met Margaretha van Wassenberg-Gelre (ca. 1210 - ca. 1250) maar die trouwde uiteindelijk met Willem IV van Gulik. Dirk trouwde vervolgens met Bertha van Limburg (ca. 1225 - 20 april 1254), erfdochter van Monschau, dochter van Walram III van Monschau en Elisabeth van Bar. Dirk en Bertha kregen een zoon en wellicht nog twee dochters: 
- Walram (de rosse) van Valkenburg (1245/1254 - 1302), heer van Valkenburg en Monschau
- Elisabeth van Valkenburg (ca. 1250 - 1280),[2] gehuwd met Engelbert I van der Mark
- Beatrix van Valkenburg (ca. 1254 of eerder - 1277),[3] trad op 16 juni 1269 te Kaiserslautern in het huwelijk met Rooms-koning Richard van Cornwall

De overige kinderen van Dirk lijken uit zijn tweede huwelijk met Adelheid van Loon (ca. 1240 - ca. 1275), dochter van Arnold IV van Loon en Johanna van Chiny, te zijn voortgekomen:
- Aleidis (Ida) van Valkenburg († 11 december 1296), abdis van Munsterbilzen
- dochter, gehuwd met Willem van Hatert
- dochter, gehuwd met Arnold van Stein-Elsloo

Adelheid hertrouwde na de dood van Dirk II met Albrecht van Voorne.